# Rudolf Fuchs (Maler, 1868)

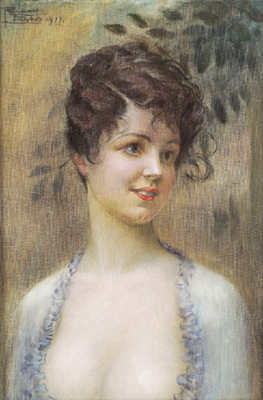
Bildnis einer mondänen Dame

Rudolf Fuchs (* 1. März 1868 in Wien; † 14. Juni 1918 ebenda) war ein österreichischer Porträtmaler.
Rudolf Fuchs studierte an der Kunstgewerbeschule Wien bei Karl Karger und Rudolf Rössler. Danach war er in Wien als freischaffender Porträtmaler tätig. 
Er stellte seine Werke im Künstlerhaus Wien aus. Er starb im Alter von 50 Jahren.